# Semjén
Semjén ist eine ungarische Gemeinde im Kreis Cigánd im Komitat Borsod-Abaúj-Zemplén.  Ungefähr fünfunddreißig Prozent der Bewohner zählen zur Volksgruppe der Roma.

## Geografische Lage
Semjén liegt in Nordungarn, 92 Kilometer nordöstlich des Komitatssitzes Miskolc, 12 Kilometer nordöstlich der Kreisstadt Cigánd und an der Grenze zur Slowakei. Nachbargemeinden sind Ricse, Lácacséke und Kisrozvágy.

## Geschichte
Im Jahr 1913 gab es in der damaligen Kleingemeinde 126 Häuser und 709 Einwohner auf einer Fläche von 823 Katastraljochen. Sie gehörte zu dieser Zeit zum Bezirk Bodrogköz im Komitat Zemplén.

## Sehenswürdigkeiten
- Reformierte Kirche, erbaut 1839–1844 im spätbarocken Stil

## Verkehr
In Semjén treffen die Landstraßen Nr. 3807 und Nr. 3808 aufeinander. Es bestehen Busverbindungen über Ricse nach Cigánd, über Dámóc nach Révleányvár und über Pácin und Karos nach Sátoraljaújhely. Der nächstgelegene ungarische Bahnhof befindet sich östlich in Tuzsér.